# Rzęsa trójrowkowa
Rzęsa trójrowkowa (Lemna trisulca L.) – gatunek byliny należący do rodziny obrazkowatych (według systemu Reveala) lub odrębnej rodziny rzęsowatych. Występuje w niemal całej Holarktyce, a także w Australlii. W Polsce jest rośliną pospolitą, występującą w pleustonie  w toni wodnej, rzadko na powierzchni zbiorników wodnych. Forma życiowa, jako pleustofita pływającego głównie pod powierzchnią wody (w przeciwieństwie do większości rzęs), a nawet czasem przyczepiającego się do zanurzonych obiektów (innych makrofitów, kamieni), jest określana jako ceratofilid lub wolffielid, czyli nietypowy lemnid.

## Morfologia

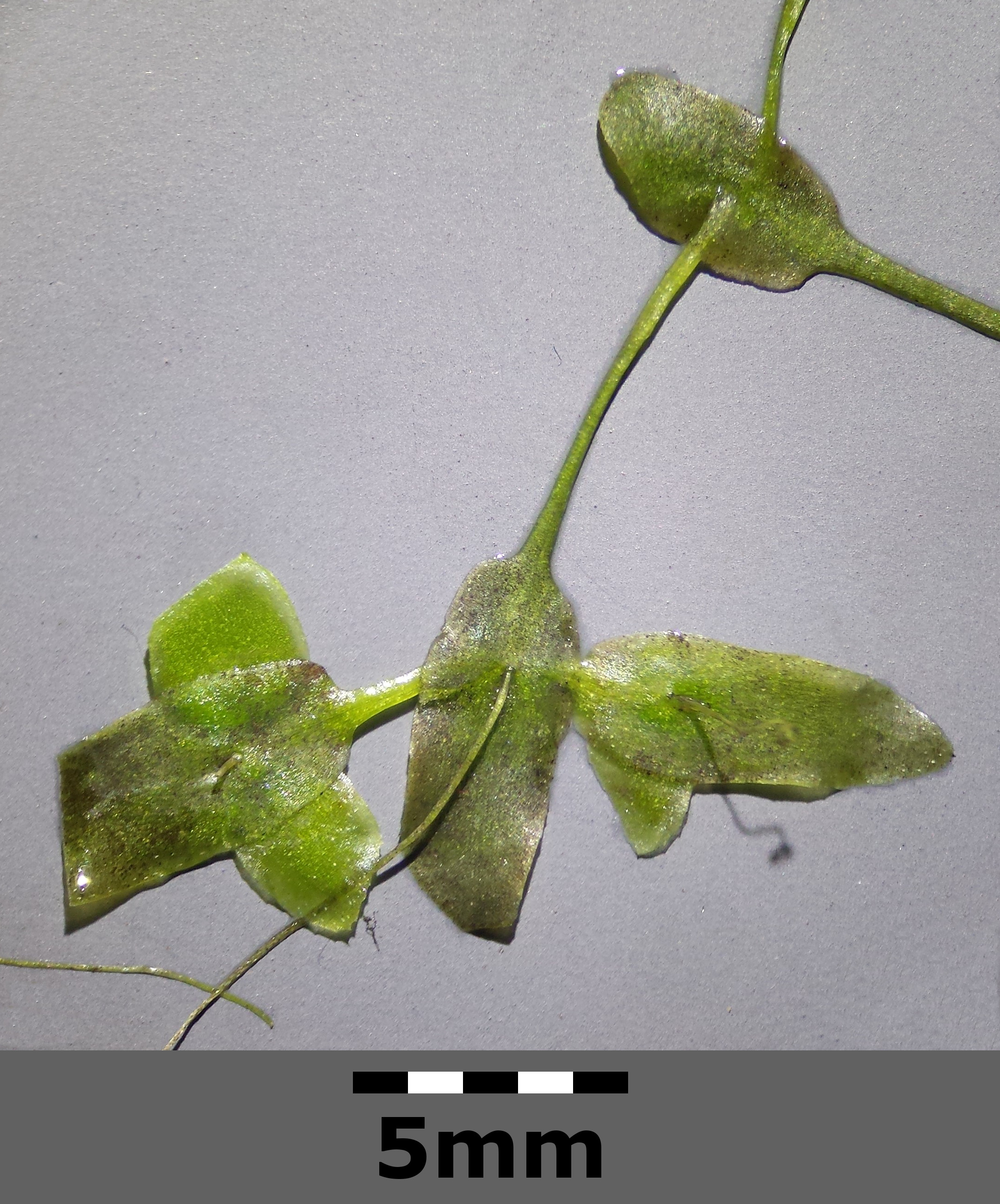
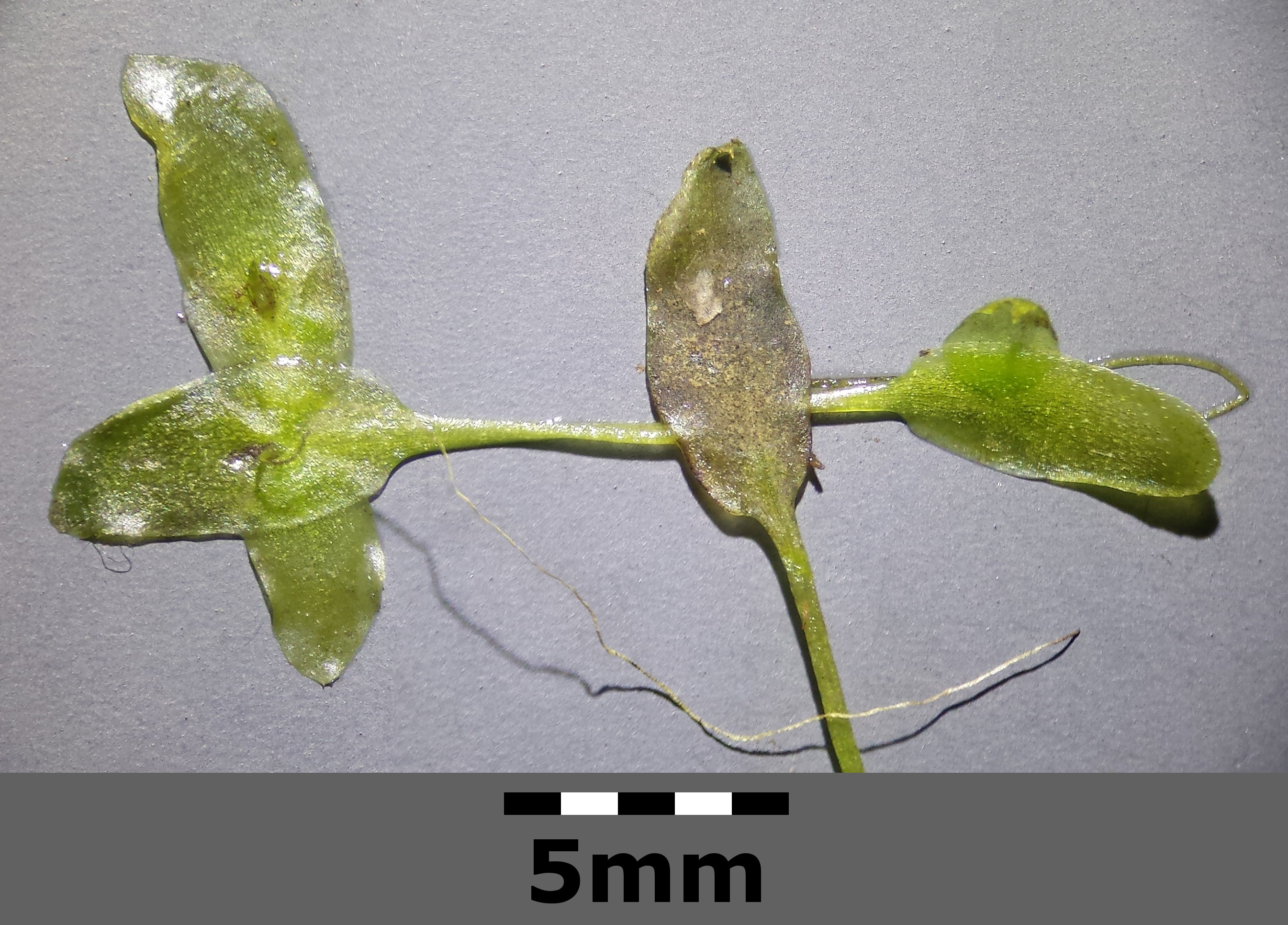

PędDrobne lancetowate człony pędowe (długość – 2-6 mm, czasem większe – do 1 cm). Pędy są spłaszczone i kształtem przypominają liście. Każdy człon jest opatrzony długim trzonkiem i pojedynczym korzeniem. Rozmnaża się głównie wegetatywnie przez członkowanie pędów, które następnie zwykle się nie rozdzielają i tworzą sieć krzyżujących się członów polikormonu.
KwiatyBardzo zredukowane, bez okwiatu, jednopłciowe. Jeden żeński i dwa męskie. Kwiaty żeńskie składają się tylko z 1 słupka, kwiaty męskie z 1 pręcika. Tworzą się jednak bardzo rzadko i przeważnie są płonne. Kwitną w maju i czerwcu.
OwocSuchy, podobny do mieszka. Owoce wraz z całymi roślinami, które zwykle pełnią funkcję diaspor, rozsiewane są przez ptaki wodne (zoochoria).

## Ekologia
Hydrofit. Występuje w wodach stojących, przeważnie w niedużych zbiornikach wodnych (starorzecza, stawy, zbiorniki astatyczne, doły potorfowe), ale także w litoralu dużych jezior. W wodach płynących tylko przy brzegu wśród roślinności. Nie posiada typowych dla lemnidów przystosowań do środowiska powietrznego, jednak znosi kontakt z powierzchnią, a nawet przez jakiś czas po wyschnięciu zbiornika wytrzymuje, wegetując na mokrym dnie. Jednak całkowitego wysychania nie znosi, w czym jest najwrażliwsza z rzęs. Rośnie w zbiorowiskach szuwarowych, zbiorowiskach pleustonu, elodeidów, pod nymfeidami itp. Zasiedla najczęściej wody eutroficzne, bogate w wapń, również przeżyźnione. Spośród rzęs najlepiej znosi zacienienie. Znosi też wmarzanie w lód. Jest gatunkiem charakterystycznym dla zbiorowisk pleustonowych (klasa Lemnetea) i tworzonego przez nią wraz z innymi rzęsami i spirodelą wielkorzeniową zespołu Lemno-Spirodeletum polyrrhizae W. Koch 1954 em. Müll. et Görs 1960 lub, według innego systemu, zespołu Lemnetum trisulcae (Kelhofer 1915) Knapp et Stoffers 1962.